# إلياس شايبي
إلياس شايبي هو لاعب كرة قدم فرنسي في مركز الهجوم، ولد في 12 أكتوبر 1996 في ليون في فرنسا. لعب مع نادي أجاكسيو.

## هوامش
1. ↑  Statistics are missing for the 2019–20 season.

## وصلات خارجية
- إلياس شايبي على موقع قاعدة بيانات كرة القدم.إي يو (الإنجليزية)
- إلياس شايبي على موقع Soccerway.com (الإنجليزية)
- إلياس شايبي على موقع عالم كرة القدم.نت (الإنجليزية)
- إلياس شايبي على موقع AS.com (الإسبانية)